# Firefox (film)
Firefox is een Amerikaanse thriller uit 1982 onder regie van Clint Eastwood.

## Verhaal
Mitchell Gant is een piloot in het Amerikaanse leger, die naar de Sovjet-Unie wordt gestuurd om het prototype te stelen van een geavanceerd supersonisch gevechtsvliegtuig. Het leger wil het geheime toestel in handen krijgen, voordat de vliegtuigen tegen de Verenigde Staten kunnen worden ingezet. Gant wordt geholpen door twee geleerden, die betrokken waren bij de bouw van het toestel.

## Rolverdeling
| Acteur          | Personage                |
| --------------- | ------------------------ |
| Clint Eastwood  | Mitchell Gant            |
| Freddie Jones   | Kenneth Aubrey           |
| David Huffman   | Kapitein Buckholz        |
| Warren Clarke   | Pavel Upenskoy           |
| Ronald Lacey    | Semelovsky               |
| Kenneth Colley  | Kolonel Kontarsky        |
| Klaus Löwitsch  | Generaal Vladimirov      |
| Nigel Hawthorne | Pyotr Baranovich         |
| Stefan Schnabel | Secretaris-generaal      |
| Thomas Hill     | Generaal Brown           |
| Clive Merrison  | Majoor Lanyev            |
| Kai Wulff       | Luitenant-kolonel Voskov |
| Dimitra Arliss  | Natalia                  |
| Austin Willis   | Walters                  |
| Michael Currie  | Kapitein Seerbacker      |